# 美德兰

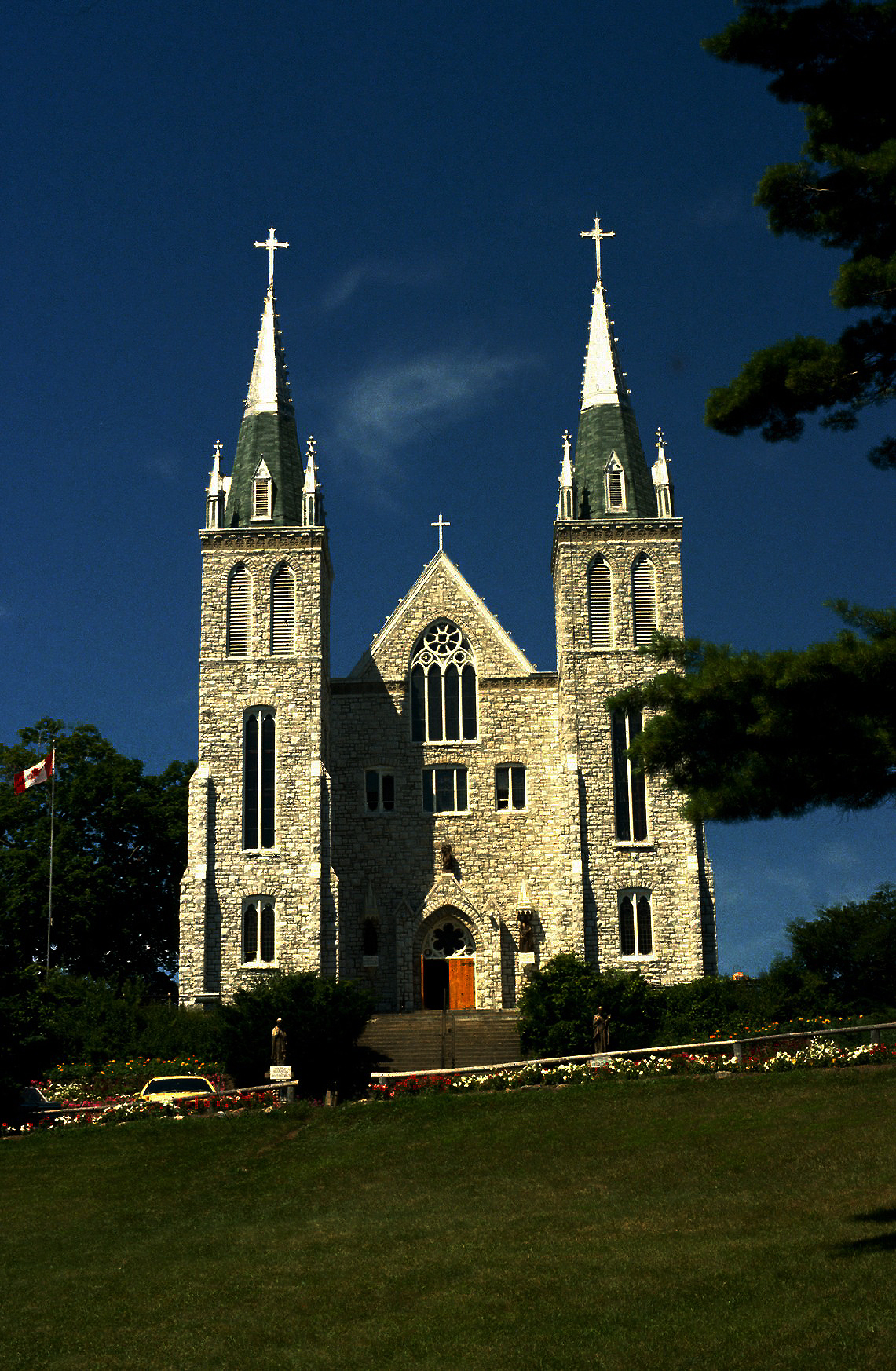
美德兰镇著名教堂--Matyr's Shrine

美德兰镇（Midland）在加拿大安大略省喬治亞灣三万群岛的南端，人口约十万。美德兰镇是加拿大光学工业的中心，ELCAN光學技術公司總部。曾是德国莱卡相机厂在加拿大的分公司，后为美国雷神公司收购。美德兰镇的Matyr's Shrine 教堂是加拿大著名的天主教堂，约翰·保罗二世曾在1984年访问此教堂。
44°45′N 79°53′W / 44.75°N 79.88°W